# O Mistério da Casa Assombrada (2020)
Das schaurige Haus (bra/prt: O Mistério da Casa Assombrada) é um filme austríaco-alemão de Daniel Prochaska de 2020 com León Orlandianyi, Benno Roßkopf e Julia Koschitz. O roteiro de Marcel Kawentel e Timo Lombeck é baseado no romance homônimo de Martina Wildner (2011) da trilogia de terror Allgäu-Grusel-Trilogie.
A estreia do filme foi em 12 de setembro de 2020 na Wildensteiner Wasserfall na cidade natal de Gallizien do produtor Gerald Podgornig. Em 26 de setembro de 2020, o filme foi exibido no SLASH Filmfestival em Viena. O lançamento nos cinemas austríacos foi em 30 de outubro de 2020. O filme foi lançado na Netflix em 14 de maio de 2021.

## Enredo
Hendrik, de dezesseis anos, muda-se com sua mãe Sabine e seu irmão Eddi, de oito anos, de Hanôver para Eisenkappel-Vellach, na Caríntia. Sabine tem um novo emprego nas cavernas de estalactites de Obir. A mudança também deve ajudar a família a lidar melhor com a morte acidental do pai.
É um choque cultural para Hendrik. Além do fato dos moradores falarem um dialeto incompreensível, algo também parece estar errado com a casa decadente que foi trazida pelo corretor imobiliário Gerold Röckl. Enquanto Eddi começa a ser sonâmbulo e a falar esloveno, Hendrik tem pesadelos. A mãe deles está cada vez mais desesperada.
Após dificuldades iniciais, Hendrik e Eddi fazem amizade com a pesquisadora Ida e o nerd Fritz. Juntos, os quatro descobrem o mistério da casa assustadora.

## Elenco
| Ator/Atriz            | Personagem        |
| --------------------- | ----------------- |
| Leon Orlandianyi      | Hendrik           |
| Marii Weichsler       | Ida               |
| Lars Bitterlich       | Friedrich "Fritz" |
| Julia Koschitz        | Sabine            |
| Benno Rosskopf        | Eddi              |
| Michael Pink          | Gerold Rockt      |
| Inge Maux             | Sra. Seelos       |
| Elfriede Schüsseleder | Sra. Röckl        |
| Luca Streussnig       | Chris             |
| Finn Reiter           | Roland            |
| Lisa Stern            | Amalia Polzmann   |

## Produção
As filmagens ocorreram em 34 dias de 15 de julho a 30 de agosto de 2019 em Viena e Caríntia. As filmagens ocorreram principalmente na Baixa Caríntia, os locais foram, entre outros, Gallizien, Grafenstein, Sittersdorf, Eisenkappel-Vellach (Bad Eisenkappel, Trögern, Ebriach) e Möchling. As fotos do interior foram tiradas em um salão industrial no distrito de Simmering de Viena, no local do HQ7, que pertence ao porto de Viena.
O filme foi apoiado pelo Instituto Austríaco de Cinema, o Filmfonds Wien, FISA – Filmstandort Austria, Carinthia Film Commission e a Nordmedia Film- und Mediengesellschaft Niedersachsen/Bremen, a transmissão austríaca estava envolvida. O filme foi produzido pela austríaca Mona Film, pelos produtores Gerald Podgornig e Thomas Hroch em cooperação com a German Naked Eye Filmproduktion.
Thomas Szabolcs foi o responsável pelos efeitos sonoros, Elisabeth Fritsche pelo figurino, Conrad Moritz Reinhardt pelo design de produção e Verena Eichtinger e Michaela Sommer pela máscara.
Além da localização, o filme também difere do livro original devido às mudanças na narrativa. Entre outras coisas, os dois irmãos ficaram mais velhos. De acordo com o produtor Gerald Podgornig, o grupo-alvo de oito a quatorze anos de idade deve ser abordado. Enquanto no livro juvenil de mesmo nome, dois irmãos vêm com seus pais da cidade para uma pequena aldeia, no filme eles vêm com sua mãe. Originalmente, uma produção alemã e o Allgäu como o local do evento foi planejado. Devido à mudança para Caríntia, o esloveno foi usado e não o romeno como no livro.
O diretor Daniel Prochaska fez sua estreia no cinema com este filme, após sua estreia como diretor do filme para televisão Geschenkt (2018) e da série Stadtkomödie da ORF. Antes disso, Prochaska atuou principalmente como editor de filmes. A caríntia Marii Weichsler e Jan Bitterlich fizeram sua estreia no cinema com este projeto.

## Recepção
O Deutsche Film- und Medienbewertung (FBW) concedeu o título de “particularmente valioso” e disse que o filme proporcionou emoções e empolgações que vão muito além das tradicionais histórias de aventura para o público-alvo do cinema. Os personagens principais são jogados juntos através dos tempos, nenhuma figura parece exagerada, o fator de terror é usado perfeitamente com um bom senso de tempo e muitas citações típicas do gênero. Existem, sim, alguns momentos de grande choque, mas estes são bem absorvidos pela encenação e sempre oferecem espaço para momentos engraçados. A montagem, a música e o equipamento criaram uma atmosfera confortavelmente assustadora e assombrada.
A Comissão Austríaca de Mídia Juvenil emitiu uma recomendação de lançamento a partir dos 10 anos de idade. O filme tecnicamente bem feito agradaria a jovens a partir dos 12 anos que gostam de ficar com medo. A comunicação entre adolescentes por meio de smartphones está sendo integrada de acordo com os tempos. Temas como mãe solteira, mãe trabalhadora ou a estranheza do novo local de residência causada pela mudança seriam tratados de forma realista. O filme também tenta evitar personagens adultos excessivamente clichês.
Christian Klosz premiou sete de dez estrelas no filmpluskritik.com e disse que o filme tinha, entre outras coisas, uma história emocionante, bem construída e contada, diálogos engraçados, uma encenação sólida e uma trilha sonora chique especialmente composta para oferecer. A apresentação do choque cultural entre a família metropolitana alemã e a cor local da Caríntia é particularmente divertida e bem-sucedida. Além disso, os roteiristas e os diretores mostraram um senso aguçado de seus protagonistas juvenis.

### Audiência
Após seu lançamento na Netflix em maio de 2021, o filme chegou ao Top 10 de filmes mais transmitidos em mais de 50 países e foi o primeiro filme austríaco a alcançar o quinto lugar nas paradas globais de filmes da Netflix.